# Nervieux
Nervieux är en kommun i departementet Loire i regionen Auvergne-Rhône-Alpes i centrala Frankrike. Kommunen ligger i kantonen Feurs som tillhör arrondissementet Montbrison. År 2022 hade Nervieux 1 036 invånare.

## Befolkningsutveckling
Antalet invånare i kommunen Nervieux
| Referens: INSEE |